# Direitos LGBT no Brasil
O reconhecimento legal e judicial dos direitos LGBT no Brasil remonta ao Império do Brasil, quando foi uma das primeiras nações das Américas e do mundo a revogar a lei de sodomia vigente, herdada de Portugal e que proibia atos sexuais entre pessoas do mesmo sexo, em 1830, durante o reinado de Dom Pedro I, quando foi promulgado o Código Penal do Império. Desde a redemocratização, o Poder Legislativo tem encontrado resistência para reconhecer as principais demandas por igualdade de direitos entre LGBTs e cis-héteros. Coube então ao Poder Judiciário, sobretudo a partir da década de 2010, estender direitos para a comunidade LGBT e fazer do Brasil um país avançado em direitos dessa população. O Poder Executivo garantiu alguns direitos, se destacando pela criação de medidas de combate à violência e ao preconceito. No entanto, o Brasil ainda registra altos índices de violência contra pessoas LGBT; em 2016, o Brasil foi referido como o país mais mortal do mundo para LGBTs pelo jornal norte-americano The New York Times. Em 2025, Brasil encontrou-se em sexto lugar mundial em direitos civis na Our World In Data.
Foram propostos no Congresso Nacional nas décadas anteriores três projetos de leis que, se aprovados, elevariam a legislação brasileira ao nível de diversos países europeus no que diz respeito aos direitos LGBT. São eles: o PL 1151/1995, que propõe a autorização da união civil entre pessoas do mesmo sexo, de autoria da política Marta Suplicy, o PLC 122/2006, que pedia a criminalização da homofobia e da transfobia, de autoria da política Iara Bernardi, e o PL 5002/2013, sobre o direito à identidade de gênero, de autoria dos políticos Jean Wyllys e Erika Kokay. Embora tais projetos de leis nunca tenham sido aprovados pelo Congresso, esses direitos foram garantidos à população LGBT através de decisões de órgãos e instituições do Poder Judiciário.
Em maio de 2011, o Supremo Tribunal Federal, de forma unânime, reconheceu a união estável homoafetiva como entidade familiar e, em outubro de 2011, o Superior Tribunal de Justiça afastou o óbice relativo à diversidade de sexos e determinou o prosseguimento do processo de habilitação de casamento entre duas mulheres, pois entendeu que o Código Civil de 2002 não veda expressamente o casamento entre pessoas do mesmo sexo e não há como se enxergar uma vedação implícita ao casamento homoafetivo sem afronta a caros princípios constitucionais. Consequentemente, em maio de 2013, o Conselho Nacional de Justiça (CNJ) aprovou a Resolução n° 175, que veda a todos os cartórios do País a recusa de habilitar e celebrar casamentos entre duas pessoas do mesmo sexo e converter a união estável homoafetiva em casamento.
Em março de 2018, o Supremo entendeu que a identidade de gênero é manifestação da própria personalidade da pessoa humana e, como tal, cabe ao Estado apenas o papel de reconhecê-la. Assim, a Corte autorizou a mudança do prenome e da classificação de sexo/gênero por pessoas transgênero no registro civil sem a necessidade de qualquer exigência além da manifestação de vontade do indivíduo.
Em junho de 2019, o Plenário do Supremo entendeu que houve omissão inconstitucional do Congresso Nacional por não editar lei que criminalize atos de homofobia e de transfobia e determinou que a LGBT-fobia seja enquadrada nos crimes previstos na Lei Nº 7.716/1989 (Lei do Racismo), que prevê penas de até 5 anos de prisão, até que o Legislativo edite lei sobre a matéria. Em outro julgamento de agosto de 2023, o Supremo reconheceu que atos ofensivos praticados contra pessoas da comunidade LGBT também podem ser enquadrados como crime de injúria racial.
Todos os principais direitos reivindicados pela população LGBT vieram através de decisões do Judiciário, com base em interpretações da Constituição, e não do Legislativo. Sendo assim, a população LGBT brasileira não possui nenhum de seus principais direitos assegurados na lei. Cabe ressaltar que a falta de legislação faz com que os LGBTs sofram tentativas de violação de seus direitos em algumas regiões do país, a exemplo do que aconteceu na 13.ª Promotoria de Justiça de Florianópolis, que chegou a impugnar mais de 100 casamentos homoafetivos sob a alegação de que a resolução do CNJ não se sobrepõe à lei (depois, todos esses casamentos foram autorizados judicialmente). No julgamento do Supremo que reconheceu a união homoafetiva, o ministro-relator, Carlos Ayres Britto, disse que "a ausência de lei não é ausência de direito, até porque o direito é maior do que a lei".
Até 2017, havia 99 projetos de leis sobre direitos LGBT tramitando no Congresso (muitos sobre os mesmos temas). No mesmo período, havia outros 24 PLs contrários aos direitos LGBT em trâmite no Legislativo brasileiro, todavia, ainda que aprovadas, tais leis poderiam ter sua constitucionalidade questionada na justiça. Para o advogado Paulo Iotti, que participou de diversas ações sobre direitos LGBT que foram a julgamento no Supremo, a Corte se mostra alternativa para um Congresso conservador: "O Congresso Nacional, provavelmente representando a sociedade, está cada vez mais conservador, reacionário e insensível aos direitos humanos de minorias e grupos vulneráveis. Nessa situação, o Supremo acaba sendo a última esperança da população LGBT+", disse o jurista em entrevista para o site Ponte. De acordo com o ministro Dias Toffoli, "O Supremo Tribunal Federal está atento às demandas dos LGBTI+ por respeito, tratamento isonômico e inclusão social, conforme ilustram os vários julgamentos tomados por esta Corte, lastreados na dignidade da pessoa humana e no direito à igualdade". Para o ministro Luís Roberto Barroso, o Supremo tem cumprido “as duas grandes missões” da Corte, de proteger as regras da democracia e os direitos fundamentais de todos.
O Poder Executivo, apesar de participação pouco expressiva, garantiu direitos à população LGBT. Entre eles, destaca-se o decreto presidencial de Dilma Rousseff que permite a transgêneros usarem seu nome social em todos os órgãos públicos, autarquias e empresas estatais federais. O Executivo também tem buscado enfrentar a discriminação e a violência contra LGBTs, podendo citar-se como exemplo o programa "Brasil Sem Homofobia" lançado no governo Lula. Praticamente todos os presidentes brasileiros do século XXI, Fernando Henrique Cardoso, Luiz Inácio Lula da Silva, Dilma Rousseff e Michel Temer, se mostraram favoráveis aos direitos LGBT e defenderam a igualdade de direitos, sendo a única exceção Jair Bolsonaro.

## Tabela de resumo
| Atividade sexual entre pessoas do mesmo sexo legal | Sim, desde 1830 |
| Mesma idade de consentimento | Sim, desde 1830 |
| Pessoas LGBT autorizadas a servirem abertamente nas Forças Armadas | Sim, a legislação militar não estabelece proibições ao alistamento. |
| Homossexualidade desclassificada como doença | Sim, desde 1985 |
| Proibição da terapia de reorientação sexual | Sim, proibida aos psicólogos de 1999 a 2017, e desde 2019. |
| Refúgio para estrangeiro perseguido em seu país de origem por motivos relacionados a orientação sexual e/ou identidade de gênero | Sim, desde pelo menos 2002 |
| Visto de permanência para estrangeiro em união homoafetiva com brasileiro | Sim, desde 2003 |
| Proteção à LGBTs da violência doméstica e familiar | Sim, desde 2006 para mulheres lésbicas e bissexuais e que vivem em relação homoafetiva e desde 2025 para mulheres trans e travestis e para homens em relacionamentos homoafetivos. |
| Cirurgia de redesignação sexual gratuita pelo Sistema Único de Saúde | Sim, desde 2008 |
| Mudança de nome e retificação do sexo nas certidões de nascimento e casamento de pessoas transgêneros | Sim, desde 2009 com exigência da cirurgia de redesignação sexual e decisão judicial e desde 2018 com base apenas na autodeterminação. |
| Adoção por casais homoafetivos | Sim, reconhecida oficialmente desde 2010 |
| União estável entre pessoas do mesmo sexo | Sim, desde 2011 em todo o País. |
| Licença parental para casais homoafetivos | Sim, desde o reconhecimento da união homoafetiva em 2011, casais homoafetivos que tenham filhos têm direito aos diversos tipos de licença parental. Em 2024 foi reconhecido que a mãe não gestante em união estável homoafetiva também tem direito à licença-maternidade. |
| Casamento entre pessoas do mesmo sexo | Sim, desde 2013 em todo o País. |
| Reprodução assistida para casais homoafetivos | Sim, desde 2013 |
| Paternidade ou maternidade automática para ambos os cônjuges ou companheiros após o nascimento da criança gerada por técnica de reprodução assistida | Sim, desde 2016 |
| Direito ao uso do nome social por pessoas transgêneros | Sim, desde 2016 em nível federal. |
| Transexualidade desclassificada como doença e proibição da terapia de conversão para transgêneros | Sim, desde 2018 |
| Criminalização da LGBTfobia | Sim, desde 2019 · Por causa da omissão inconstitucional do Congresso Nacional, o Supremo Tribunal Federal decidiu incluir provisoriamente a homofobia e a transfobia nos crimes da Lei nº 7.716/1989. Além disso, considerou a LGBTfobia, na hipótese de homicídio doloso, circunstância que o qualifica, por configurar motivo torpe, com pena de reclusão de 12 a 30 anos. · A Lei nº 10.216/2001 (Lei Antimanicomial) protege os portadores de transtornos mentais da discriminação pela orientação sexual. A Lei nº 11.340/2006 (Lei Maria da Penha), em seu artigo 2°, protege toda mulher da discriminação com base na orientação sexual. · A Lei n° 12.852/2013 (Estatuto da Juventude) protege os adolescentes e jovens da discriminação pela orientação sexual. · A Lei n° 13.344/2016, que dispõe sobre prevenção e repressão ao tráfico interno e internacional de pessoas, estabelece que o enfrentamento ao tráfico de pessoas atenderá ao princípio da não discriminação por motivo de gênero ou orientação sexual. · A Lei nº 14.597/2023 (Lei Geral do Esporte) proíbe a homofobia e a transfobia em eventos esportivos. |
| HSH autorizados a doarem sangue | Sim, de 2011 a 2013, e desde 2020 |
| Transgêneros privados de liberdade autorizados a cumprir pena em presídios destinados ao gênero com o qual se identificam e LGBT privados de liberdade autorizados a cumprir pena em presídios que tenham alas ou celas destinadas ao público LGBT, se assim desejarem | Sim, desde pelo menos 2020 |
| Registro de nascidos intersexo com o campo sexo ignorado no registro de nascimento | Sim, desde 2021 |
| Profissionais da educação autorizados para trabalhar as questões relacionadas a orientação sexual e identidade de gênero | Sim · Embora tenham sido criadas diversas leis estaduais e municipais proibindo o ensino sobre gênero e orientação sexual nas escolas inspiradas no movimento Escola Sem Partido, o Supremo Tribunal Federal tem derrubado todas elas. |
| Autorização para o uso da linguagem neutra de gêneros gramaticais | Sim · Embora tenham sido criadas leis estaduais e municipais proibindo o uso de linguagem neutra no ensino, o Supremo Tribunal Federal tem derrubado tais leis. |
| Estudantes de escolas públicas e particulares protegidos da discriminação por orientação sexual e identidade de gênero e do bullying de cunho machista e homotransfóbico                                                                                               | Sim, desde pelo menos 2024 |
| Transgêneros autorizados a utilizar banheiros, vestiários e demais espaços segregados por sexo de acordo com a sua identidade de gênero | / Pendente; em junho de 2024, o STF rejeitou, por questões processuais, um recurso que discutia se uma pessoa trans pode ou não usar banheiros conforme sua identidade de gênero. A questão específica do direito de pessoas trans de utilizarem banheiros e demais espaços de acordo com sua identidade de gênero, sem discriminação, foi trazida ao Supremo em cinco Arguições de Descumprimento de Preceito Fundamental (ADPFs 1169, 1170, 1171, 1172 e 1173), que aguardam julgamento. Todavia, instâncias inferiores têm condenado a indenização por dano moral quem veta o uso do banheiro conforme a identidade de gênero. |
| Terceira opção de gênero no registro civil | / Incerto; não há um reconhecimento oficial de uma terceira opção de gênero, mas desde 2020 pessoas não binárias têm conseguido autorizações judiciais para registrar o gênero com uma terceira opção em seus documentos. |
| Nascidos intersexo incapazes protegidos contra procedimentos cirúrgicos desnecessários quando sejam realizados sem seu consentimento prévio, livre e informado, exceto em casos de risco médico ou de necessidade                                                      | Sim, desde 2023 o procedimento é banido. |

## Cronologia

### Autorizações judiciais pioneiras

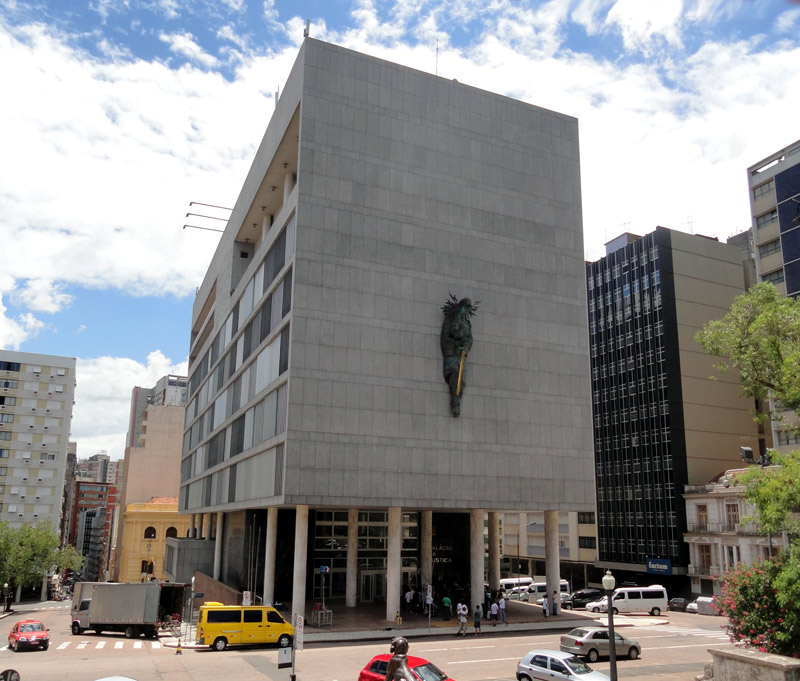
O Palácio de Justiça de Porto Alegre. A Justiça Gaúcha foi uma das precursoras dos direitos LGBT no Brasil ao reconhecer diversos direitos LGBT, dentre os quais a primeira união homoafetiva do País.

As decisões judiciais a seguir foram conseguidas antes que houvesse qualquer norma garantindo tais direitos à população LGBT.
- 1996: Um juiz federal do Rio Grande do Sul permite que um homossexual seja incluído como beneficiário do plano de saúde de seu companheiro.[96]
- 1996: A Justiça autoriza a adoção individual a um pai homossexual. Acredita-se que tenha sido um dos primeiros casos do País.[97]
- 2000: Uma juíza do Rio Grande do Sul assegura os benefícios previdenciários decorrentes da morte ou da prisão aos parceiros de uma relação homoafetiva.[96]
- 2001: O Tribunal de Justiça do Rio Grande do Sul reconhece pela primeira vez no Brasil a união estável de um casal homoafetivo. O requerente – que manteve sua identidade resguardada sob segredo de justiça – passa a ter o reconhecimento da união estável homoafetiva post mortem e ao direito a partilha de bens do companheiro falecido.[95]
- 2005: A Justiça de São Paulo autoriza que um casal homoafetivo masculino tenha direito a adoção. Dois homens, da cidade de Catanduva, adotam uma menina.[98] Sabe-se que pelo menos dois casais homoafetivos já haviam conquistado o mesmo direito em Bagé (RS) e no Rio de Janeiro (RJ).[99]
- 2009: A 3ª Turma do Superior Tribunal de Justiça determina que os registros de uma transexual sejam alterados sem que essa mudança conste nos documentos oficiais. Anteriormente, em 2007, o mesmo STJ aprovou um caso semelhante, mas definiu, na ocasião, que deveria ficar averbado no registro civil da transexual que a modificação do seu nome e do seu sexo decorreu de decisão judicial.[100][101]
- 2011: Um juiz da 2ª Vara da Família de Jacareí autoriza o primeiro casamento civil homoafetivo do Brasil, entre dois homens, por meio da conversão da união estável homoafetiva em casamento.[102]
- 2011: Em 25 de outubro, a 4ª Turma do Superior Tribunal de Justiça, em uma votação 4-1, deu provimento a um recurso especial impetrado por duas mulheres que queriam se casar. A Corte entendeu que a Constituição assegura a casais homoafetivos o direito de se casarem e que o Código Civil vigente não impede o casamento de duas pessoas do mesmo sexo.[103]
- 2018: O Tribunal de Justiça do Acre autoriza a mudança nos registros de uma criança intersexo. Um menino de três anos, que nasceu com ambiguidade genital e foi registrado como sendo do sexo feminino em uma maternidade de Rio Branco, passa a ter novos documentos com nome e sexo masculinos.[104]
- 2020: Um juiz da 1ª Vara de Família da Ilha do Governador autoriza a emissão da primeira certidão não binária do Brasil. Uma pessoa de 24 anos passa a ter em sua certidão de nascimento o campo sexo como "não especificado".[91]
- 2022: O Superior Tribunal de Justiça, em decisão inédita, entende pela aplicação da Lei Maria da Penha a mulheres trans. É o primeiro precedente formado em tribunais superiores sobre o tema. Decisão pode orientar análises de outros casos semelhantes em instâncias inferiores.[105][106]

### Normas e decisões sobre os direitos LGBT

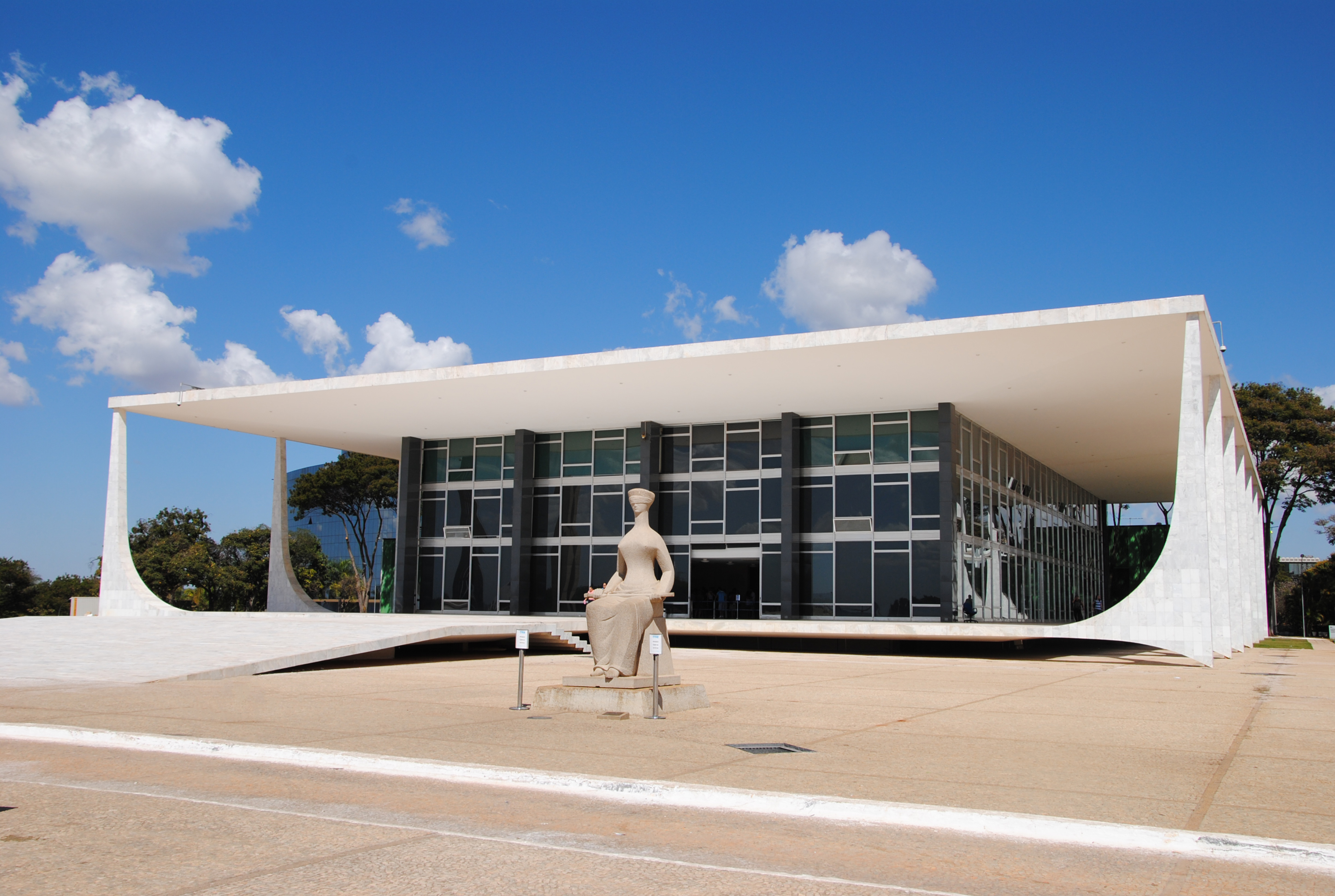
Sede do Supremo Tribunal Federal, órgão máximo do Poder Judiciário, responsável pelos principais direitos LGBT no Brasil.

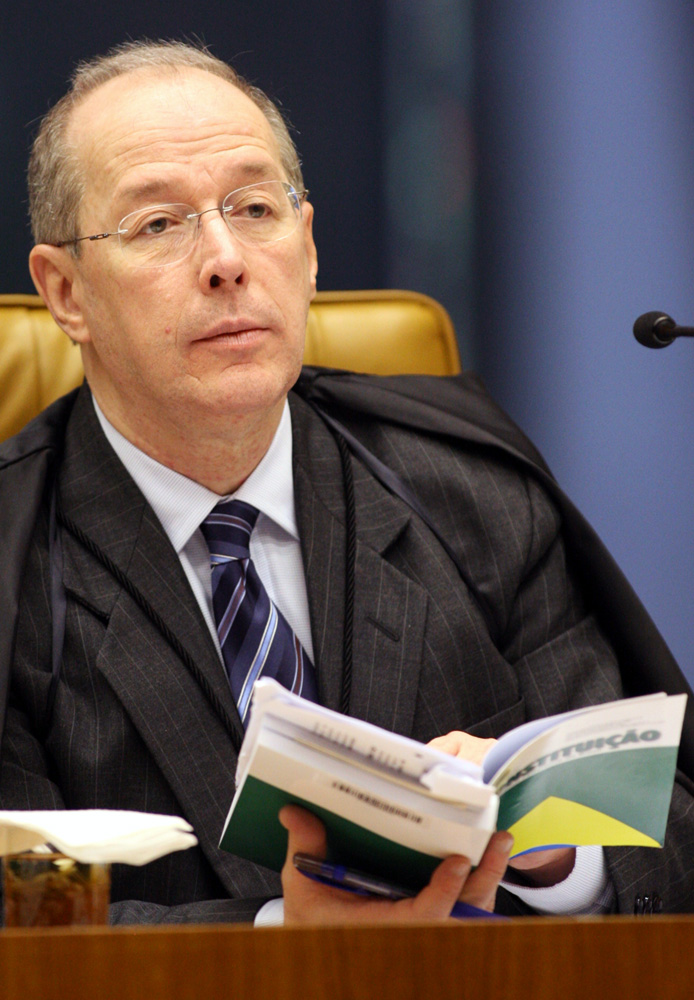
Celso de Mello foi um dos maiores defensores dos direitos LGBT no STF, tendo dado declarações em defesa da igualdade de direitos desde a década de 1990, quando presidia a Corte. Mello proferiu um voto histórico quando a Corte permitiu a união homoafetiva em 2011; e foi voto condutor no julgamento que definiu a criminalização da homotransfobia, em 2019.

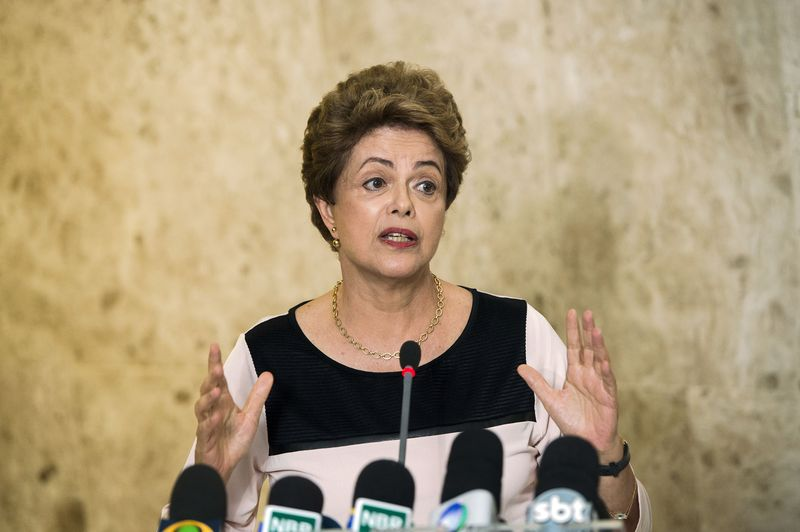
Em uma de suas últimas ações como presidente da República, exatamente duas semanas antes de deixar o cargo por um processo de impeachment, Dilma Rousseff assinou decreto autorizando a adoção do nome social por travestis e transexuais nos órgãos do Poder Público federal.

Abaixo, a cronologia dos direitos LGBT adquiridos em nível federal, isto é, válidos para toda a população brasileira, não incluindo decisões restritas a estados ou municípios.

#### Décadas 1830 à 1980
- 1830: Dom Pedro I descriminaliza a homossexualidade, criminalizada por Portugal, ao assinar o Código Penal do Império do Brasil, o qual não incluía qualquer referência a sodomia.[112]
- 1969: O Código Penal Militar não estabelece proibições ao alistamento de homossexuais, ainda que, em seu art. 235, tenha definido como "crimes sexuais" a pederastia.[48]
- 1985: O Conselho Federal de Medicina retira o termo "homossexualismo" de sua lista de transtornos mentais.[49]

#### Década de 1990
- 1997: O Conselho Federal de Medicina publica a Resolução nº 1.482/97, onde reconhece as cirurgias de redesignação sexual, tanto a do tipo neocolpovulvoplastia como a do tipo neofaloplastia, e autoriza os hospitais universitários a fazê-las em caráter experimental.[113] Anteriormente a esta resolução, desde o início dos anos 70, pessoas transexuais já eram operadas de forma clandestina.[114]
- 1999: O Conselho Federal de Psicologia, por meio de Resolução, define que a homossexualidade não constitui transtorno mental e proíbe os profissionais da psicologia a oferecer e participar de eventos e serviços que proponham tratamento e cura da homossexualidade. Isso tornou o Brasil o primeiro país do mundo a proibir terapias de conversão de homossexuais.[115] (Em 2017, um juiz de Brasília concedeu liminar que permitia a psicólogos oferecer “estudos ou atendimento” sobre a “(re)orientação sexual”.[50])

#### Década de 2000
- 2000: O INSS reconhece a união estável entre casais homoafetivos, com base em uma liminar da Justiça Federal no Rio Grande do Sul, que corria o risco de cair; o órgão entrou sem sucesso com recurso junto ao Supremo Tribunal Federal (STF) para derrubar a liminar.[116]
- 2001: O Congresso Nacional decreta e o presidente Fernando Henrique Cardoso sanciona a Lei nº 10.216/2001 (Lei Antimanicomial) que em seu Art. 1° determina que pessoas portadoras de transtornos mentais não sejam discriminadas por sua orientação sexual.[71]
- 2002: O Brasil aceita conceder refúgio em um caso relacionado a perseguição por orientação sexual. Na ocasião, dois homossexuais da Colômbia recebem refúgio após decidirem fugir para o Brasil porque viviam em uma área com muita violência homofóbica praticada por grupos armados.[53]
- 2003: O Conselho Nacional de Imigração, ligado ao Ministério do Trabalho, determina que as solicitações de vistos temporários e permanentes para companheiros de pessoas do mesmo sexo sejam examinadas da mesma forma que as de uniões entre pessoas de sexos opostos.[54]
- 2004: A SUSEP publica uma resolução que garante aos casais homoafetivos o direito de indenização em caso de morte do companheiro ou companheira.[117]
- 2006: O Congresso Nacional decreta e o presidente Lula sanciona a Lei nº 11.340/06 (Lei Maria da Penha) que cria mecanismos para coibir a violência doméstica contra a mulher. Entre muitas medidas, a lei federal passou a prever expressamente a união homoafetiva feminina e protegeu toda mulher da discriminação com base na orientação sexual. Esta lei também tem sido usada pela Justiça para coibir a violência doméstica contra mulheres trans.[118][119]
- 2008: O CNIg autoriza que estrangeiros em união homoafetiva tenham direito ao visto, ao publicar a Resolução Normativa CNI nº 77.[120]
- 2008: O SUS passa a realizar a cirurgia de redesignação sexual do tipo neocolpovulvoplastia.[58]

#### Década de 2010
- 2010: O STJ reconhece que casais homoafetivos têm o direito de adotar filhos.[121]
- 2010: O Ministério do Planejamento, Desenvolvimento e Gestão (MP), mediante a Portaria Nº 233, assegura aos servidores públicos transgêneros o uso do nome social.[122]
- 2010: A ANS publica súmula normativa que autoriza casais homoafetivos a incluir o parceiro ou parceira como dependente nos planos de saúde.[123]
- 2010: O presidente Lula assina decreto que estabelece o 17 de maio como o "Dia Nacional de Combate à Homofobia".[124]
- 2010: O presidente Lula, mediante decreto, cria o Conselho Nacional de Combate à Discriminação e Promoção dos Direitos de Lésbicas, Gays, Bissexuais, Travestis e Transexuais (CNCD/LGBT).[125]
- 2010: O Ministério da Fazenda através de uma portaria, estende o direito de declaração conjunta para casais homoafetivos.[116]
- 2011: O STF equipara legalmente as relações entre duas pessoas do mesmo sexo à união estável entre o homem e a mulher. Também foi determinado que casais homoafetivos tenham exatamente os mesmos direitos familiares e sucessórios do homem e da mulher, como plano de saúde, seguros de vida, pensão alimentícia e divisão dos bens adquiridos em caso de rompimento.[21][22]
- 2011: O Ministério da Saúde aprova o "Regulamento Técnico de Procedimentos Hemoterápicos" e publica a Portaria Nº 1.353, a qual em seu artigo 5º diz: "A orientação sexual (heterossexualidade, bissexualidade, homossexualidade) não deve ser usada como critério para seleção de doadores de sangue, por não constituir risco em si própria".[126] (Todavia, a Portaria Nº 2.712 de 2013, em seu Artigo 64º proíbe a doação de sangue por "homens que tiveram relações sexuais com outros homens").[127]
- 2011: O CNPCP publica uma resolução, onde assegura aos LGBT privados de liberdade o direito à visita íntima.[128]
- 2013: O Conselho Nacional de Justiça emite a Resolução 175, que obriga todos os cartórios do país a realizarem, além das uniões estáveis homoafetivas, a conversão da união em casamento e a realização direta do casamento civil entre pessoas do mesmo sexo.[22]
- 2013: O Conselho Federal de Medicina publica uma Resolução que garante aos casais homoafetivos o direito de recorrer às diversas técnicas de reprodução assistida para terem filhos, incluindo a gestação compartilhada para casais homoafetivos femininos e a gestação de substituição altruísta. Embora a reprodução assistida já fosse possível para os LGBTs, não havia uma garantia taxativa e explícita.[129]
- 2013: O Congresso Nacional decreta e a presidente Dilma Rousseff sanciona a Lei Nº 12.852/2013 (Estatuto da Juventude) que em seu Art.17 determina que os jovens não sejam discriminados por sua orientação sexual.[73]
- 2014: O CNPCP e o CNCD/LGBT, mediante Resolução Conjunta, determinam que mulheres transgênero privadas de liberdade sejam encaminhadas para unidades prisionais femininas.[130]
- 2015: O STF mantém eficaz o art. 235 do Código Penal Militar, mas ordena a exclusão dos termos "pederastia" e "homossexual". A Corte decidiu por suprimir os termos por entender que tais crimes expressos no art. 235 são válidos tanto para homossexuais como para heterossexuais e que especificar a relação homossexual fere o artigo 5º da Constituição Federal de 1988, que prevê a igualdade entre todos perante a lei.[131]
- 2016: A presidente Dilma Rousseff assina decreto que garante o uso do nome social e o reconhecimento da identidade de gênero de pessoas transgênero no âmbito da administração pública federal direta, autárquica e fundacional.[40]
- 2017: O STF decide que a união estável e o casamento possuem o mesmo valor jurídico em termos de direito sucessório, inclusive em relações homoafetivas.[132]
- 2018: O MEC emite uma Resolução que autoriza os estudantes transgêneros a utilizarem o nome social nos registros escolares de todas as instituições da educação básica. Estudantes menores de idade precisam da autorização prévia dos pais ou responsáveis legais.[133]
- 2018: O CFP, por meio de resolução, define que a transexualidade não constitui transtorno mental e proíbe a terapia de conversão de transgêneros.[69]
- 2018: O presidente Michel Temer assina o Decreto Nº 9.278, onde estabelece um novo modelo nacional de carteira de identidade (RG), que passa a permitir a inclusão do nome social utilizado por transgêneros.[134]
- 2018: O TSE julga que, pela Lei Eleitoral, os candidatos transgêneros têm o direito de concorrer a cargos eletivos nas cotas destinadas aos gêneros com os quais se identificam. Além disso, o Tribunal decidiu que candidatos transgêneros podem utilizar o nome social para se identificar nas urnas.[135]
- 2018: O TSE publica a Resolução Nº 23.562, que garante aos eleitores transgêneros o direito de utilizar no título eleitoral seu nome social e a sua identidade de gênero.[136]
- 2018: O STF autoriza que transgêneros alterem o nome e o gênero no registro civil sem a necessidade de cirurgia de redesignação sexual ou decisão judicial. A partir dessa decisão, todos os transgêneros maiores de idade podem alterar os seus documentos indo a um cartório, não se exigindo nada além da manifestação de vontade do indivíduo.[24]
- 2019: A ministra do STF Cármen Lúcia cassa uma liminar da Justiça Federal de Brasília que autorizava psicólogos de todo o país a realizar terapia de reorientação sexual. Com a decisão, a resolução do Conselho Federal de Psicologia, contrária ao procedimento, volta a ter validade.[51]
- 2019: A OAB aprova súmula que proíbe envolvidos em casos de agressão contra pessoas LGBT de exercer a profissão de advogado no Brasil.[137]
- 2019: O STF determina que a discriminação contra pessoas LGBT seja enquadrada nos crimes previstos na Lei Nº 7.716/1989 (Lei do Racismo), que prevê penas de até 5 anos de prisão, até que uma norma específica seja aprovada pelo Congresso Nacional.[26] Além disso, considerou a LGBTfobia, na hipótese de homicídio doloso, circunstância que o qualifica, por configurar motivo torpe, com pena de reclusão de 12 a 30 anos.[70]
- 2019: O SUS passa a realizar a cirurgia de redesignação sexual do tipo metoidioplastia, mas apenas em caráter experimental e mediante decisões judiciais.[138]

#### Década de 2020
- 2020: O STF declara inconstitucional e suspende as normas do Ministério da Saúde e da Anvisa que exigiam aos homens homossexuais e bissexuais a abstinência sexual de um ano para doarem sangue.[76]
- 2020: A Secretaria de Trabalho e Previdência Social do Ministério da Economia e a DPU autorizam os trabalhadores transgêneros a utilizarem o nome social na Carteira de Trabalho.[139]
- 2020: O CNJ aprova uma resolução que autoriza os transgêneros presos a serem questionados se preferem presídios destinados ao gênero com os quais se identificam e, se em detenção no convívio geral ou em alas ou celas específicas. A norma também prevê que LGBT cisgêneros, uma vez encaminhados a presídio destinado ao seu gênero, possam ser questionados se querem ficar em alas ou celas destinadas ao público LGBT. As normas também são aplicadas aos adolescentes LGBT em cumprimento de medida socioeducativa.[77] Todavia, cabe a juízes decidir o local de prisão.[140]
- 2021: O STF, em decisão monocrática de Gilmar Mendes, determina adoção de medidas para garantir que pessoas transgêneros tenham acesso a todos os tipos de tratamento disponíveis no SUS, independentemente de sua identidade de gênero. Essa decisão foi referendada pelo Plenário, por unanimidade, em junho de 2024.[141][142]
- 2021: O CNJ determina que nascidos intersexo possam ser registrados com o campo sexo "ignorado" na certidão de nascimento. E ainda realizar, a qualquer momento, a opção de designação de sexo em qualquer cartório.[143]
- 2021: Após judicialização, pessoas não binárias conseguem retificar certidões de nascimento com terceiro gênero em Alagoas,[144] Santa Catarina,[92] Piauí,[93] Paraná,[145] e São Paulo.[146]
- 2022: Bahia e Rio Grande do Sul publicam provimento permitindo a inclusão de gênero "não binário" no registro civil.[147][148] Através de decisão judicial, pessoa não binária também consegue retificar em Rondônia e Amapá.[149][150]

- 2023: O STF declara inconstitucional lei estadual que proíbe o uso de linguagem neutra em escolas e editais de concursos públicos.[151]
- 2023: O presidente Lula, mediante decreto, cria o Conselho Nacional dos Direitos das Pessoas Lésbicas, Gays, Bissexuais, Travestis, Transexuais, Queers, Intersexos, Assexuais e Outras (CNLGBTQIA+).[152]
- 2023: O Ministério da Justiça e Segurança Pública aprova adoção de procedimento simplificado para análise de pedidos de refúgio de pessoas LGBTQIA+ provindas de países que aplicam pena de morte ou prisão para essa população.[153]
- 2023: O Congresso Nacional decreta e o presidente Lula sanciona a Lei nº 14.597/2023 (Lei Geral do Esporte) que proíbe a homofobia e a transfobia em eventos esportivos.[75]
- 2023: O STF equipara ofensas individuais contra pessoas LGBTs ao crime de injúria racial, que é inafiançável e imprescritível.[154]
- 2023: Mais provimentos garantindo retificação via administrativa para pessoas não binárias em Paraná,[155] Paraíba,[156] Distrito Federal[157] e Tocantins.[158] Defensoria Pública de Goiás concede retificação não binária.[159][160]
- 2023: O Congresso Nacional decreta e o vice-presidente em exercício da presidência Geraldo Alckmin sanciona a Lei nº 14.688 que altera o Código Penal Militar. Em relação a comunidade LGBT, a lei remove as expressões “pederastia ou outro” e “homossexual ou não”, contidas, respectivamente, no nomen iuris e no caput do art. 235 do Código Penal Militar, mantendo o restante do dispositivo, conforme já determinado pelo STF. Além disso, a lei cria uma qualificadora para o crime de injúria, se esta consistir na utilização de elementos referentes a orientação sexual, que passa a ser punida com reclusão, de 1 a 3 anos.[161]
- 2023: O Conselho Nacional do Ministério Público (CNMP) aprova resolução que proíbe os membros do MP de apresentar manifestações contrárias a pedidos de habilitação de pretendentes e de adoção devido à identidade de gênero ou à orientação sexual.[162]
- 2023: O CNJ aprova resolução que proíbe juízes e desembargadores de usar a orientação sexual como argumento contrário para a habilitação de pretendentes nos processos de adoção.[163]
- 2023: TJPR e CGJ do TJRS revogam provimentos de gênero não binário, estabelecendo que o direito à substituição administrativa do prenome e sexo no registro civil não abrange a possibilidade de ampliação dos gêneros, limitados a “masculino” e “feminino”.[164][165]
- 2024: Uma ação civil pública da Justiça Federal do Paraná determina que a Receita Federal deve incluir as opções "não especificado", "não binário" e "intersexo" no campo sexo do CPF, garantindo o direito de retificação a quem se interessar.[166]
- 2024:  Justiça de Pernambuco permite que o termo intersexo conste em documento de pessoa intersexo.[167][168]
- 2024: O STF reconhece direito à licença-maternidade de mãe não gestante em relação homoafetiva.[169]
- 2024: O Supremo Tribunal Federal reconhece a obrigação, por parte das escolas públicas e particulares, de coibir as discriminações por gênero, por identidade de gênero e por orientação sexual, coibindo também o bullying e as discriminações em geral de cunho machista (contra meninas cisgêneras e transgêneras) e homotransfóbicas (contra gays, lésbicas, bissexuais, travestis e transexuais).[86]
- 2024: Ceará,[170] Espírito Santo e Maranhão garantem que pessoas não binárias tenham acesso a retificação.[171][172]
- 2024: O CFP estabelece diretrizes contra a patologização de pessoa intersexo.[173][174]
- 2025: O Supremo Tribunal Federal decidiu que as medidas protetivas de urgência previstas na Lei Maria da Penha devem ser estendida a casais homoafetivos masculinos e a mulheres travestis e transexuais.[56][57]
- 2025: O CFM veda uso de bloqueadores hormonais, para transição de gênero, por menores de 18 anos, e altera exigência para realizar cirurgia de redesignação sexual, com efeito esterilizador, para 21 anos.[175]
- 2025: O STJ autoriza alteração no registro civil de pessoa não binária para a inclusão de gênero neutro.[176][177] E Defensoria Pública do Pará reconhece gênero não binário.[178]

## Questões

### No direito de família

#### União estável e casamento
O marco inicial na luta pelo reconhecimento das uniões entre pessoas do mesmo sexo é a apresentação na Câmara dos Deputados do projeto de lei n.º 1151, de 1995, da então deputada federal Marta Suplicy, que instituía a união civil entre pessoas do mesmo sexo, a partir do qual iniciou-se o debate nos meios de comunicação de massa do país, com inúmeras manifestações de apoio e de repulsa. O relator designado, Roberto Jefferson, apresentou um substitutivo instituindo a parceria civil registrada entre pessoas do mesmo sexo, que foi aprovado na comissão especial em final de 1996, mas aguarda até hoje sua votação no plenário da Câmara.
| Homossexualidade ilegal:                                                                 |
| Pena de morte                                                                            |
| Prisão; pena de morte não posta em prática                                               |
| Morte sob milícias                                                                       |
| Prisão, com encarceramento ou detenção                                                   |
| Prisão, mas não posto em prática1                                                        |
| Homossexualidade legal:                                                                  |
| Casamento igualitário                                                                    |
| Reconhecimento de casamentos feitos em outras jurisdições                                |
| Reconhecimento limitado (de residentes estrangeiros)                                     |
| Sem reconhecimento legal, mas algumas instituições oferecem certificação não vinculativa |
| Reconhecimento de uniões:                                                                |
| União civil                                                                              |
| Coabitação não registrada                                                                |
| Nenhum                                                                                   |
| Restrições à liberdade de expressão                                                      |

Enquanto o projeto continuava parado no Congresso Nacional (onde além do plenário da Câmara, teria ainda que ser apreciado no Senado Federal e submetido à sanção presidencial para que pudesse entrar em vigor), interessados em obter o reconhecimento de sua união se dirigiam ao Poder Judiciário, que em muitas partes do país reiteradamente reconhecia os direitos decorrentes dessas uniões. As decisões favoráveis, contudo, não abrangiam todos os estados, sendo que no Rio de Janeiro o Tribunal de Justiça local vinha predominantemente negando a equiparação dessas uniões à união estável entre sexos opostos.
Merece destaque também a vigência da Lei Maria da Penha (Lei n.º 11.340/06), que em seu art. 5º explicita a existência de uniões homoafetivas femininas. A lei, destinada a proteger a mulher da violência doméstica, deixou claro que também merece proteção a mulher que sofre violência de sua companheira. Embora o âmbito da lei seja em matéria penal, a menção de unidades familiares homoafetivas é um avanço no conceito de família existente na lei brasileira.
O Tribunal Superior Eleitoral já proferiu decisão equiparando um relacionamento homoafetivo às uniões estáveis, ao decidir que o companheiro homoafetivo tem o mesmo impedimento eleitoral que o cônjuge ou companheiro do sexo oposto do ocupante de cargo eletivo.
A equiparação da união estável entre homossexuais e a prevista no artigo 1.723 do Código Civil foi objeto da Arguição de descumprimento de preceito fundamental (ADPF) n.º 132, que tramita no Supremo Tribunal Federal. A ação foi proposta pelo governador do Rio de Janeiro, Sérgio Cabral Filho, e como os efeitos de ações dessa natureza atingem a todos, em todo o território nacional, sua eventual procedência poderá significar o efetivo reconhecimento das uniões homoafetivas, dando-lhes os mesmos direitos reconhecidos ao companheiro heterossexual, sem a necessidade de se ter que reivindicá-los judicialmente. Após parecer do Advogado Geral da União concordando com o pedido em parte, mas ressaltando que os efeitos da decisão não poderiam atingir direitos de indivíduos de todo o território nacional (por se tratar de pedido formulado por governador de estado), a Procuradora Geral da República interina, Deborah Duprat, ingressou com ação de mesma natureza, solicitando tramitação em conjunto.
O Supremo Tribunal Federal (STF) reconheceu no dia 5 de maio de 2011, em decisão unânime, a equiparação da união homoafetiva à heterossexual. A decisão tem eficácia contra todos e efeito vinculante. Os Ministros do tribunal reconheceram que a relação homoafetiva é uma família e afirmam que um casal gay, numa união estável, tem os mesmos direitos de um casal heterossexual, numa união estável. Adoção de filhos, pensão/aposentadoria, plano de saúde e herança são alguns dos exemplos.
Até o reconhecimento no STF, o fato de não existir lei federal reconhecendo qualquer forma de união entre pessoas do mesmo sexo (pela Constituição Federal, apenas lei federal pode dispor sobre direito civil, que inclui aspectos como casamento, família, direito à herança) não significa que duas pessoas capazes não possam firmar um contrato e estabelecer direitos e obrigações entre elas. Não havendo disposições contrárias à lei, tais contratos podem ser registrados junto a um Oficial de Registro de Títulos e Documentos (conforme art. 127 da Lei de Registros Públicos - Lei Federal n.º 6.015, de 1973).
A possibilidade de se registrar tais contratos gerou dúvidas, e alguns oficiais de registro (mais conhecidos como cartórios) no Rio Grande do Sul se recusavam a registrar contratos dispondo sobre a união entre pessoas do mesmo sexo, interpretando que a Constituição Federal só permitiria tais uniões entre um homem e uma mulher. A Corregedoria Geral da Justiça do Estado, considerando que o fato de que a simples omissão na Constituição não veda as uniões, expediu em 2004 norma determinando que os cartórios efetuassem tais registros, baseado no art. 127 da Lei de Registros Públicos, que permite que qualquer título ou documento não registrável em outro ofício (cartório) seja registrado em Títulos e Documentos. Decisão nesse sentido já obrigava os cartórios da cidade de São Paulo a registrarem esses contratos.
Esse registro, contudo, não tem força por si só de gerar direitos aos casais contra terceiros. O registro traz publicidade, podendo usar como prova em processo judicial ou para comprovar a união perante terceiros que reconheçam que tais uniões têm o mesmo tratamento que a união estável entre um homem e uma mulher.
Posteriormente, Roraima (também em 2004) e Piauí (em 2008) estabeleceram normas semelhantes. Os contratos, entretanto, não são registráveis apenas nos estados ou localidades que têm normas obrigando os oficiais a registrarem os contratos. A lei aplicável é federal (Lei de Registros Públicos), assim como o Código Civil e a Constituição Federal. Dessa forma, sua aplicação abrange todo o território nacional e eventual recusa por algum registrador (que possa ter uma interpretação diferente) permite que os interessados solicitem que esse mesmo registrador envie o caso para decisão pelo juiz corregedor.

#### Companheiro estrangeiro e refugiados
Desde 2003, decisões judiciais têm concedido ao estrangeiro que comprove ter um relacionamento homossexual estável com um brasileiro o direito ao visto de permanência no país, dando o mesmo tratamento às uniões entre sexos opostos. No mesmo ano, o Conselho Nacional de Imigração, ligado ao Ministério do Trabalho, determinou que as solicitações de vistos temporários e permanentes para companheiros de pessoas do mesmo sexo sejam examinadas da mesma forma que as uniões entre pessoas de sexos opostos.
Em fevereiro de 2008, o Conselho Nacional de Imigração publicou a Resolução Normativa CNI nº 77, de 29 de janeiro de 2008, que dispõe sobre os critérios para a concessão de visto, sem distinção quanto ao sexo dos companheiros. Ainda em 2008, foi noticiado que o Ministério da Justiça elaborou projeto de lei alterando a Lei n.º 6.815, de 1980 (Estatuto do Estrangeiro), para que a disposição seja incluída na lei (o projeto de lei nº 1151, de 1995, que institui a parceria civil registrada e aguarda há mais de uma década sua apreciação no plenário da Câmara; também altera, dentre outros, o Estatuto do Estrangeiro, para prever os mesmos direitos aos parceiros homoafetivos), evitando que a matéria fique regulamentada apenas em um ato administrativo infralegal.
Em 14 de maio de 2010, o Ministério das Relações Exteriores enviou circular a embaixadas e consulados de 207 países informando que passaria a conceder passaporte diplomático ou oficial aos companheiros homoafetivos de servidores do Ministério que prestam serviços no exterior. Para ter direito ao passaporte, o companheiro deve estar inscrito na Divisão de Pessoal como dependente do servidor para fins de assistência médica, benefício que o Ministério já reconhece desde 2006.
O Brasil, apesar de registrar altos índices de violência contra pessoas LGBT, é reconhecido como um país avançado nos direitos dessa população e tem se tornado destino de alguns refugiados que precisam fugir de países com legislação anti-LGBT. Segundo dados da Agência da ONU para Refugiados (ACNUR) e do Comitê Nacional para os Refugiados (Conare), entre 2010 e 2016 o Brasil recebeu 369 solicitações de refúgio por motivo de fundado temor de perseguição relacionado à orientação sexual e/ou à identidade de gênero (OSIG). O maior número de solicitações (89%) foi realizado por pessoas provenientes de países africanos. Em 2023, o Ministério da Justiça e Segurança Pública aprovou adoção de procedimento simplificado para análise de pedidos de refúgio de pessoas LGBTQIA+ provindas de países que aplicam pena de morte ou prisão para essa população.

#### Dependente no imposto de renda
O artigo 35, inciso II, da Lei n.º 9.250, de 1995, define quem pode ser dependente para fins do imposto de renda das pessoas físicas, "o companheiro ou a companheira, desde que haja vida em comum por mais de cinco anos, ou por período menor se da união resultou filho". A interpretação corrente é que se aplica apenas a companheiros de sexos opostos.
O Ministério Público Federal do Piauí, contudo, ingressou com ação civil pública em março de 2009 para permitir que o companheiro homossexual possa ser dependente do imposto de renda. A justiça federal concedeu liminar deferindo o pedido, válida para aquele estado. O deputado federal Maurício Rands é autor de um projeto de lei que tramita na Câmara dos Deputados incluindo o companheiro homossexual como dependente na legislação tributária. O projeto (PL 3712/2008) ainda não foi votado em nenhuma comissão.

#### Direitos previdenciários

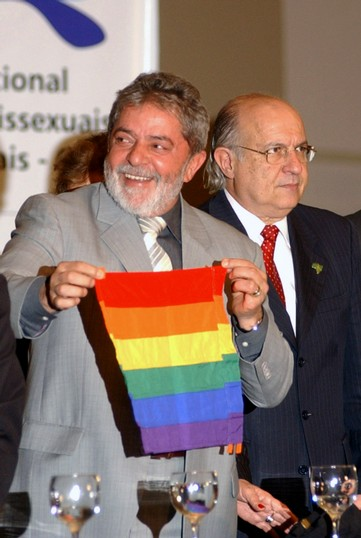
O ex-presidente do Brasil Luiz Inácio Lula da Silva na abertura da 1ª Conferência Nacional de Gays, Lésbicas, Bissexuais, Travestis e Transexuais.

Uma das consequências da instituição da união estável é conceder aos parceiros homoafetivos os mesmos benefícios previdenciários já existentes para casais ou companheiros de sexos opostos.
Em matéria previdenciária, cabe à União legislar sobre benefícios do INSS (para os trabalhadores do setor privado) e para o regime próprio de seus servidores públicos. Os benefícios previdenciários aos servidores estaduais e municipais (onde exista regime próprio de previdência para os servidores públicos) cabem às respectivas esferas.
Para trabalhadores do setor privado, em 2000, o Ministério Público Federal ajuizou uma ação civil pública junto à 3.ª Vara Previdenciária de Porto Alegre requerendo que o INSS reconhecesse o direito previdenciário do companheiro homoafetivo. A juíza titular da Vara Federal deferiu imediatamente o pedido, expedindo uma liminar obrigando o INSS a conceder tais benefícios. A abrangência da decisão é nacional, beneficiando casais homoafetivos em qualquer parte do Brasil. O INSS recorreu da decisão, tanto ao Tribunal Regional Federal da 4.ª Região, como diretamente ao Supremo Tribunal Federal, não obtendo sucesso na tentativa de suspender a decisão. Posteriormente, o julgamento do mérito confirmou os termos da liminar (manteve o direito dos homoafetivos), tendo havido apelação por parte do INSS. A apelação também foi favorável aos homoafetivos e o INSS interpôs recurso especial e recurso extraordinário, ainda pendentes de julgamento junto ao Superior Tribunal de Justiça e Supremo Tribunal Federal. Para cumprir a ordem judicial, o INSS regulamentou por meio de instrução normativa a maneira como o companheiro homoafetivo deve comprovar essa união. Atualmente essa regulamentação encontra-se nos artigos 30; 52, §4º; 271 e 292 da Instrução Normativa do INSS n.º 20, de 10 de outubro de 2007, que, sempre se referindo à ação judicial que originou a obrigação, prevê o benefício de pensão por morte e auxílio-reclusão, referente a óbitos ou prisões ocorridas a partir de 5 de abril de 1991, exigindo-se apenas a comprovação de vida em comum.
Para servidores públicos federais, o reconhecimento dos direitos previdenciários dos companheiros homoafetivos depende de decisão judicial específica, não havendo lei ou ordem judicial genérica que garanta seu reconhecimento a todos, independentemente de ação judicial. A jurisprudência, contudo, tem reconhecido tais direitos. No âmbito do regime previdenciário próprio dos servidores estaduais e municipais, nos últimos anos várias leis foram aprovadas garantindo igualdade de benefícios entre companheiros independentemente de oposição de sexo. Entre os estados e municípios que já reconhecem esses direitos (alguns devido à mudança na lei específica, outros em decorrência de normas administrativas estabelecidas pelo próprio poder executivo), podem-se citar os estados de São Paulo e Paraná e os municípios de Recife, Rio de Janeiro, Pelotas, João Pessoa, Belo Horizonte, Porto Alegre e Fortaleza. No estado do Rio de Janeiro, a lei foi aprovada, mas o Tribunal de Justiça considerou-a inconstitucional (por vício de iniciativa, ou seja, deveria ter sido proposta pelo Governador).
Sobre a previdência complementar, várias empresas, notadamente estatais, têm reconhecido o benefício para o companheiro homoafetivo em seus planos privados de previdência, tais como a Petrobras, Radiobrás, Banco do Brasil, Caixa Econômica Federal e BNDES.

#### Adoção

Estatuto jurídico da adoção, por casais do mesmo sexo em todo o mundo.
Adoção por casais homoafetivos é legal
Adoção de enteados
Sem dados/Ambíguo ou ilegal

O Congresso Nacional, em agosto de 2009, promoveu alteração nas leis de adoção, mas não permitiu que a previsão para a adoção de casais homoafetivos constasse na lei, mas também não a proibiu expressamente.
Há, contudo, decisões judiciais permitindo a adoção por casais homoafetivos. Em junho de 2008, conforme levantamento da Folha de S.Paulo, haveria dez casos finalizados ou em fase final, permitindo essas adoções, em seis estados diferentes (RS, SP, AM, PR, DF e AC). No Rio Grande do Sul, já haveria um consenso entre os juízes quanto à possibilidade dessas adoções. Em Pernambuco, também já foi noticiada uma adoção. Um caso de adoção homoafetiva conjunta foi realizada em 2005.
O Superior Tribunal de Justiça, sob a justificativa de que na adoção deve-se olhar o que é o melhor para a criança, manteve decisão que permitiu a adoção por um casal de lésbicas em 2010.
Depois das decisões do STF e do STJ já não existem óbices legais de qualquer natureza para que um casal homoafetivo pleiteie a adoção conjunta de uma criança. O art. 42, § 2.º, do Estatuto da Criança e do Adolescente estabelece como requisito para a adoção conjunta que os candidatos sejam casados civilmente ou vivam em união estável, comprovada a estabilidade da família. Portanto, qualquer impedimento legal que se vislumbrasse, já não cabe mais dentro do ordenamento brasileiro hodierno.
Em novembro de 2023, o Conselho Nacional de Justiça aprovou uma resolução vedando nos processos de habilitação de pretendentes e nos casos de adoção, guarda e tutela de crianças e adolescentes, manifestações contrárias aos pedidos pelo fundamento de se tratar de casal ou família homoafetiva ou transgênero.

### Combate à discriminação por orientação sexual

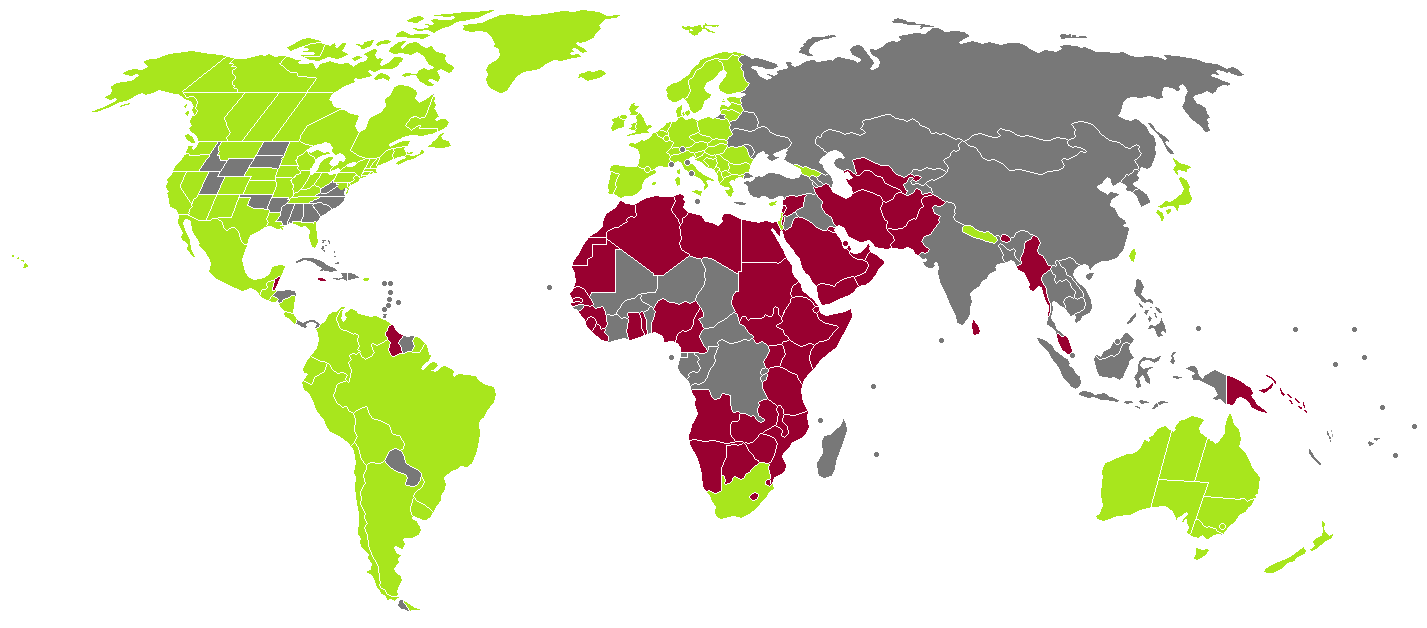
Leis antidiscriminação baseada na orientação sexual em todo o mundo.
Países com leis anti-discriminação
Homossexualidade ilegal
Sem dados/Ambíguo

A luta contra o preconceito e discriminação por orientação sexual tem apresentado maiores avanços em nível estadual e municipal que em nível federal. A Constituição Federal de 1988, no inciso IV do artigo 3.º, não inclui expressamente a orientação sexual, listando como objetivo fundamental da república promover o bem de todos, sem preconceitos de origem, raça, sexo, cor, idade e quaisquer outras formas de discriminação.  A inclusão da expressão "orientação sexual" nesse inciso foi tentada na própria Assembleia Nacional Constituinte, por meio de destaque apresentado pelo deputado federal José Genoíno, sendo derrotada em votação em janeiro de 1988 com 130 votos a favor e 317 votos contra. Posteriormente, foi objeto da Proposta de Emenda Constitucional (PEC) n.º 67/99, do deputado Marcos Rolim (que reapresentou a PEC já proposta pela deputada Marta Suplicy em 1995, arquivada em 2003.
O STF, ao julgar habeas corpus que contestava o artigo 235 do Código Penal Militar (que criminaliza o ato libidinoso, homossexual ou não, em local sujeito à administração militar), decidiu que a discriminação por orientação sexual é proibida pelo atual texto do artigo 3º, inciso IV, da Constituição Federal (sem ser necessário, portanto, incluir expressamente "orientação sexual" em seu texto): "Naquela ocasião [julgamento do HC 82.760], ficou assentado que o dispositivo 'visa a coibir a prática de qualquer ato libidinoso, homossexual ou não, nas dependências militares. Com isso, a lei busca resguardar, sobretudo, a ordem e a disciplina castrense, e não a incriminar determinada opção sexual, até porque, se tal ocorresse, haveria inconstitucionalidade palmar por discriminação atentatória ao art. 3º, inciso IV, da Carta Magna' ".
Por outro lado, a punição da discriminação ou preconceito por orientação sexual e identidade de gênero foi objeto do Projeto de Lei nº 5003, de 2001, de autoria da deputada federal Iara Bernardi, que foi aprovado na Câmara dos Deputados em 23 de novembro de 2006, tendo sido encaminhado ao Senado Federal, onde recebeu o número PLC 122/06, ainda em tramitação. O projeto equipara a punição do crime de preconceito por raça ou cor, definido na Lei nº 7.716/89, havendo quem defenda sua inconstitucionalidade (mas também há defesa de sua constitucionalidade). O projeto enfrenta oposição organizada, especialmente por grupos religiosos.
Em âmbito estadual e municipal, há muitas leis que vedam a discriminação por orientação sexual e identidade de gênero (eventuais punições, contudo, não têm caráter penal, pois crime só pode ser definido por lei federal). Na justificativa da PEC 67/99, encontra-se uma lista de estados e municípios cujas constituições e leis orgânicas já previam, até junho de 1995, a proibição de discriminação por orientação sexual, como as constituições estaduais de Sergipe e Mato Grosso e 69 leis orgânicas municipais, dentre as quais as de São Paulo, Rio de Janeiro e Salvador.
Em 13 de junho de 2019, o Supremo Tribunal Federal julgou uma Ação Direta de Inconstitucionalidade por Omissão  (ADO 26), enviada à Corte em 2013 pelo PPS (Partido Popular Socialista), e o Mandado de Injunção (MI 4733), que foi protocolado em 2012 pela Associação Brasileira de Gays, Lésbicas, Bissexuais, Travestis, Transexuais e Intersexos (ABGLT). Segundo as ações, o artigo 5º da Constituição Federal de 1988 determina que qualquer "discriminação atentatória dos direitos e liberdades fundamentais" seja punida criminalmente. A justificativa usada pelos responsáveis para entrar com as ações é que, ao não legislar sobre a homofobia e a transfobia, deputados e senadores estariam se omitindo inconstitucionalmente, por "pura e simples má vontade institucional". O STF determinou que o crime de racismo seja enquadrado nos casos de agressões contra pessoas LGBT (lésbicas, gays, bissexuais e transgêneros) até que uma norma específica seja aprovada pelo Congresso Nacional.
O País realiza as uniões estáveis e casamentos homoafetivos sem que haja uma legislação para isso e, apesar de ser relatado pelo Grupo Gay da Bahia (GGB) como tendo a maior taxa de homicídios LGBT do mundo, não possui uma lei que criminalize explicitamente a homofobia e a transfobia, tendo sido necessária a intervenção do Supremo para incluir provisoriamente a discriminação contra LGBTs numa lei já existente (Lei do Racismo - Lei n° 7.716, de 5 de janeiro de 1989), até que o Congresso venha a aprovar uma lei específica.

### Reconhecimento jurídico e custeio de operações de redesignação sexual
A possibilidade de o transexual, após a cirurgia de redesignação sexual (CRS), alterar seu nome no registro de nascimento, também tem sido reconhecida pela justiça em várias partes do país, como São Paulo, Distrito Federal, Goiás e Pernambuco, sendo que na decisão do Distrito Federal ficou claro que o transexual pode corrigir também o sexo no seu registro civil.
A Justiça Federal obrigou também o Sistema Único de Saúde (SUS) a custear as operações de redesignação sexual . A ação, proposta pelo Ministério Público Federal em 2001, em Porto Alegre, não foi favorável em primeira instância, mas o Tribunal Regional Federal da 4ª Região deu provimento ao recurso, em agosto de 2007, ordenando que o SUS custeasse as operações em todo o país. A União recorreu da decisão ao Supremo Tribunal Federal, alegando que a obrigatoriedade traria grande ônus aos cofres públicos. A Presidente do STF, ministra Ellen Gracie Northfleet, suspendeu a decisão em 12 de dezembro de 2007, mas no dia seguinte o Ministério da Saúde divulgou que pretendia incluir o procedimento na tabela do SUS. O Ministério da Saúde comunicou que até o final de 2008 começaria a custear as operações.
Em julho de 2009, a Procuradoria Geral da República ingressou com ADIN no STF com o objetivo de permitir que transexuais possam mudar seu nome no registro civil independentemente da realização da cirurgia de redesignação sexual. A ação foi julgada procedente em 2018.

### Alteração de gênero

Leis sobre identidade de gênero-expressão por país ou território
Mudança de identidade legal sem exigência de cirurgia
Mudança de identidade legal com exigência de cirurgia
Nenhuma mudança de identidade legal
Desconhecido/Ambíguo

A alteração de atribuição de gênero no Brasil é legal, de acordo com o Tribunal Superior da Justiça do Brasil, como declarou em uma decisão proferida em 17 de outubro de 2009.
Por unanimidade, a 3ª Turma do Superior Tribunal de Justiça aprovou, permitindo a opção de nome e mudança de sexo na certidão de nascimento de uma pessoa transexual que foi submetida a cirurgia de redesignação de gênero.
A compreensão dos ministros era de que não fazia sentido permitir que as pessoas realizassem tais cirurgias no Sistema Único de Saúde e não permitir a alteração de seu nome e sexo no registro civil.
Os ministros seguiram o voto da relatora, Nancy Andrighi. "Se o Brasil aceita a possibilidade da cirurgia, deve prover os meios para que o indivíduo possa ter uma vida digna em sociedade", disse ela. Na opinião do relator, impedir a alteração do registro para uma pessoa trans que passou por cirurgia de redesignação sexual pode constituir uma nova forma de preconceito social, e causar mais instabilidade psicológica.
"A questão é delicada. No início da obrigatoriedade de registro civil, a distinção entre os dois sexos foi determinada de acordo com a genitália. Hoje, existem outros fatores, e que a identificação não pode ser limitada a aparente sexo. Há um conjunto de social, problemas psicológicos que devem ser considerados. Vetando essa troca estaria colocando a pessoa em uma posição insustentável, sujeita à ansiedade, a incerteza, e mais conflito", disse ela.
De acordo com o Ministro João Otávio Noronha, do Superior Tribunal de Justiça, transgêneros devem ter a sua integração social, assegurado o respeito à sua dignidade, autonomia, intimidade e privacidade, a qual deve, portanto, incorporar o seu registro civil.
Em 2008, o sistema de saúde pública do Brasil começou a fornecer cirurgia de reatribuição sexual gratuita em conformidade com uma ordem judicial. O Ministério Público Federal argumentou que a cirurgia de redesignação sexual foi coberta por uma cláusula constitucional garantindo a assistência médica como um direito básico.
O Tribunal Regional Federal concordou, dizendo, na sua decisão, que "a partir da perspectiva biomédica, a transexualidade pode ser descrita como uma perturbação de identidade sexual, onde as pessoas precisam mudar sua designação sexual ou enfrentar graves consequências em suas vidas, incluindo o intenso sofrimento, mutilação e suicídio."
Os pacientes devem ter pelo menos 18 anos de idade e ser diagnosticados como transgêneros, sem outros transtornos de personalidade, e devem ser submetidos a avaliação psicológica, com uma equipe multidisciplinar por, pelo menos, dois anos, começando com 16 anos de idade. A média nacional é de 100 cirurgias por ano, de acordo com o Ministério da Saúde.
Em 1º de março de 2018, o Supremo Tribunal Federal definiu que transgêneros têm o direito de alterar seu nome e sexo oficiais sem a necessidade de se submeterem a cirurgia ou de apresentarem laudos médicos ou pareceres psicológicos, bastando que a pessoa interessada declare sua identidade psicossocial. Em 28 de junho do mesmo ano, a Corregedoria Nacional de Justiça regulamentou o procedimento junto aos cartórios do País, conferindo efetividade à decisão.

### Doação de sangue
Outra luta contra a discriminação foi a proibição determinada pela Agência Nacional de Vigilância Sanitária (ANVISA) de que os homossexuais masculinos doem sangue, conforme Resolução n.º 153, de 2004, da ANVISA. A proibição já existia desde 1993, quando o Ministério da Saúde determinou, pela Portaria 1.366/93, que os bancos de sangue de todo o país rejeitassem doadores que se declarassem homossexuais. A crítica existente é que não se leva em conta o comportamento de risco, mas o simples fato de ser homossexual.
O Ministério Público Federal no Piauí ingressou com ação civil pública na tentativa de eliminar tal proibição. A liminar foi concedida em agosto de 2006, mas posteriormente derrubada, a pedido da ANVISA. Em novembro de 2008, a juíza substituta da 2.ª Vara Federal de Teresina, Maria da Penha Gomes Fontenele, proferiu a sentença mantendo a negativa da doação de gays e homens bissexuais. O Ministério Público recorreu ao Tribunal Regional Federal da 1.ª Região, alegando que, além de discriminatória, a proibição era inócua, pois bastava que o doador mentisse sobre sua orientação sexual para que seu sangue fosse aceito. Em 2016, a Defensoria Pública da União pediu ao Ministério da Saúde que revisasse a proibição, após um pedido semelhante por uma ONG paraense que defende os direitos LGBT.
Em 8 de maio de 2020, o Supremo Tribunal Federal julgou inconstitucionais e suspendeu as normas do Ministério da Saúde e da ANVISA que restringiam a doação de sangue por homens gays e bissexuais.

### Serviço militar

Homossexuais são aceitos nas forças armadas
Sem dados.

Não há na legislação brasileira qualquer dispositivo que impeça LGBTs de ingressarem nas Forças Armadas. A única referência a homossexual na legislação militar é o artigo 235 do Código Penal Militar (Decreto-lei nº 1.001, de 21 de outubro de 1969), denominado "Pederastia ou outro ato de libidinagem", onde define o crime como: "praticar, ou permitir o militar que com ele se pratique ato libidinoso, homossexual ou não, em lugar sujeito a administração militar". Não há, efetivamente, tratamento diferenciado na lei em relação ao sexo heterossexual ou homossexual em dependências militares, ainda que na prática raramente o sexo heterossexual seja punido. No entendimento majoritário do Plenário do Supremo Tribunal Federal, a criminalização de atos libidinosos praticados por militares em ambientes sujeitos à administração militar justifica-se, em tese, para a proteção da hierarquia e da disciplina castrenses (art. 142 da Constituição). No entanto, não foram recepcionadas pela Constituição de 1988 as expressões “pederastia ou outro” e “homossexual ou não”, contidas, respectivamente, no nomen iuris e no caput do art. 235 do Código Penal Militar, mantido o restante do dispositivo. A Corte entendeu que não se pode permitir que a lei faça uso de expressões pejorativas e discriminatórias, ante o reconhecimento do direito à liberdade de orientação sexual como liberdade existencial do indivíduo.
Mesmo não havendo disposição legal que impeça o homossexual de permanecer nos meios militares, casos de militares abertamente LGBTs retratados pela imprensa revelam a tentativa de afastamento dos quadros militares, sob fundamento de problemas psiquiátricos ou indisciplina. Policiais militares LGBTs revelam que sofrem preconceito tanto dentro da corporação como nas ruas, pela população em geral, quando em serviço externo.
Quando de sua sabatina no Senado Federal decorrente da indicação para ministro do Superior Tribunal Militar, o general Raymundo Nonato de Cerqueira Filho afirmou que os soldados não obedecem comandantes homossexuais, e que esses deveriam procurar outras atividades, baseando-se em experiências que teriam sido verificadas, por exemplo, na Guerra do Vietnã. O presidente do Clube Militar, general da reserva Gilberto Figueiredo, apoiou as declarações do general, afirmando que "Entre nós (militares) ainda é tema de chacota [a homossexualidade], de piada, de brincadeira. Uma pessoa que se sujeita a essa resistência toda fica difícil de ser respeitada, de ser entendida". Para o almirante Luiz Pinto, não haveria problemas, desde que o militar mantivesse "sua dignidade".
Em 20 de setembro de 2023, foi sancionada lei que removeu as expressões “pederastia ou outro” e “homossexual ou não”, contidas, respectivamente, no nomen iuris e no caput do art. 235 do Código Penal Militar, mantendo o restante do dispositivo, conforme a decisão do Supremo Tribunal Federal na ADPF 291, e criou uma qualificadora para o crime de injúria, se esta consistir na utilização de elementos referentes a orientação sexual, será punida com reclusão, de 1 (um) a 3 (três) anos.

## Opiniões e posicionamentos de presidentes da República
Fernando Henrique Cardoso, ao fim de sua presidência, falou abertamente a favor em defesa da união homoafetiva, ao lançar o segundo Plano Nacional de Direitos Humanos. Posteriormente, durante a presidência de Luiz Inácio Lula da Silva foram lançadas campanhas de conscientização contra a homofobia, como a Brasil sem homofobia, além da I Conferência Nacional GLBT, onde o Ministro da Saúde José Gomes Temporão anunciou a publicação de portaria autorizando o Sistema Único de Saúde a realizar operações de redesignação sexual. Durante uma entrevista ao programa 3 a 1, da TV Brasil, Lula afirmou que era defensor da união civil. Lula entrou para a seleta lista da revista espanhola Zero dos líderes latino-americanos que lutam para erradicar a homofobia. Durante o segundo turno das eleições de 2006, a Associação Brasileira de Gays, Lésbicas e Transgêneros (ABGLT) declarou seu apoio a Lula, divulgando, em nota oficial, que ele "mantém um excelente diálogo com a comunidade LGBT".
O governo Dilma também se mostrou favorável às leis que compreendem os direitos civis da comunidade LGBT. Em 2014, a presidente Dilma Rousseff, então candidata à reeleição, deu uma declaração defendendo a criminalização da homofobia no Brasil: [...] "No caso especifico da homofobia, eu acho que é uma ofensa ao Brasil. Então, fico triste de ver que temos grandes índices atingindo essa população. Acho que a gente tem que criminalizar a homofobia, que não é algo com o que a gente pode conviver". O governo Temer, se, por um lado, reduziu a zero os repasses a políticas contra a homofobia, por outro deu continuidade às campanhas de conscientização da gestão anterior, como a distribuição de cartilhas com orientações sobre o turismo LGBT e uma propaganda vinculada na TV contra a transfobia. Michel Temer tem um antigo histórico de apoio ao movimento LGBT; ainda em 1997, enquanto ocupava o cargo de presidente da Câmara dos Deputados, saiu em defesa de um projeto que pretendia reconhecer a união civil entre homossexuais: [...] "Não tenho objeção ao projeto. Pessoalmente acho que ele não está disciplinando relações sentimentais entre as pessoas, mas uma situação civil”, disse Temer na época.
O ex-presidente da República Jair Bolsonaro é conhecido por inúmeras declarações consideradas discriminatórias ao longo de sua trajetória política, dentre as quais a de que preferia ter um filho morto a um filho homossexual.

## Opinião pública
Uma pesquisa do Datafolha que ouviu 2 660 entrevistados entre os dias 20 e 21 de maio de 2010, quase dois meses após o STJ reconhecer que casais homossexuais têm o direito de adotar, revelou que 51% dos brasileiros eram contra a adoção por casais homossexuais e apenas 39% se disseram favoráveis à prática (6% são indiferentes e outros 4% não souberam opinar). Em 2011, quando o STF equiparou as relações entre pessoas do mesmo sexo à de união estável, uma pesquisa feita pelo instituto IBOPE com 2 002 pessoas, mostrou que 55% dos brasileiros eram contrários à decisão da Corte e 45% favoráveis.
A aceitação dos brasileiros referente aos direitos LGBT começou a mudar nos anos finais da década de 2010, como mostrou uma pesquisa do Instituto Big Data realizada entre os dias 1° e 10 de novembro de 2017, com cerca de 3 mil pessoas. O levantamento mostrou que cerca de 65,5% da população era a favor do casamento entre pessoas do mesmo sexo, enquanto 39,2% se disseram contra. O estudo também analisou a aceitação das pessoas a respeito da adoção de crianças por casais homossexuais: 62,4% dos entrevistados apoiavam esta configuração de família, contra 34,6% que se mostraram contrários. No ano seguinte, uma pesquisa Datafolha, que ouviu 9 173 pessoas, mostrou que, para 74% dos brasileiros, a homossexualidade deve ser aceita por toda a sociedade, contra apenas 18% que pensam que a homossexualidade deve ser desencorajada por toda a sociedade (8% não opinaram).